# Eudemiska etiken
Eudemiska etiken (grekiska: Ἠθικὰ Εὐδήμεια) är ett verk av Aristoteles. I verket, som troligen redigerades av lärjungen Eudemus, formulerar Aristoteles vad som är livets högsta goda. Han anser att detta är eudaimonia, vanligtvis översatt med lycka. En människa uppnår detta genom att utöva alla dygder, bland annat de moraliska och de intellektuella.